# Challenger de Colina
El LP Open Chile by IND es un torneo profesional de tenis. Pertenece al WTA 125s. Se juega desde el año 2017 sobre pistas de tierra batida, en Colina, Chile. El evento está clasificado como un torneo WTA 125 de $ 115,000 y, a partir de 2022, se llevará a cabo en Hacienda Chicureo en Colina, Chile. Antes de 2022, los torneos solían formar parte del Circuito Femenino de la ITF. La edición 2021 del torneo, por excepción, se desarrolló en el Club Palestino de Santiago. Las ediciones anteriores también tuvieron su sede en Colina.

## Palmarés

### Individuales
| Año          | Campeona               | Finalista            | Resultado        |
| ------------ | ---------------------- | -------------------- | ---------------- |
| 2017         | Chiara Scholl          | Marcela Zacarías     | 6-3, 6-2         |
| 2018         | Xu Shilin              | Paula Ormaechea      | 7-5, 6-3         |
| 2019         | Elisabetta Cocciaretto | Victoria Bosio       | 6-3, 6-4         |
| 2020         | No Celebrado           | No Celebrado         | No Celebrado     |
| 2021         | Anna Bondár            | Verónica Cepede Royg | 6-2, 6-3         |
| ↓ WTA 125s ↓ |                        |                      |                  |
| 2022         | Mayar Sherif           | Kateryna Baindl      | 3-6, 7-6(3), 7-5 |
| 2023         | Sára Bejlek            | Diane Parry          | 6-2, 6-1         |
| 2024         | Nina Stojanović        | María Lourdes Carlé  | 3-6, 6-4, 6-4    |

### Dobles
| Año          | Campeonas                            | Finalistas                            | Resultado        |
| ------------ | ------------------------------------ | ------------------------------------- | ---------------- |
| 2017         | Tamaryn Hendler Anastasia Pivovarova | Carolina Alves Ana Sofía Sánchez      | 7-5, 6-2         |
| 2018         | Quinn Gleason Luisa Stefani          | Bárbara Gatica Rebeca Pereira         | 6-0, 4-6, [10-7] |
| 2019         | Hayley Carter Luisa Stefani          | Anna Danilina Conny Perrin            | 5-7, 6-3, [10-6] |
| 2020         | No Celebrado                         | No Celebrado                          | No Celebrado     |
| 2021         | Arianne Hartono Olivia Tjandramulia  | Katharina Gerlach Daniela Seguel      | 6-1, 6-3         |
| ↓ WTA 125s ↓ |                                      |                                       |                  |
| 2022         | Aldila Sutjiadi                      | Mayar Sherif Tamara Zidanšek          | 6–1, 3–6, [10–7] |
| 2023         | Julia Lohoff Conny Perrin            | Lucciana Pérez Alarcón Daniela Seguel | 7–6(4), 6–2      |
| 2024         | Nina Stojanović Mayar Sherif         |                                       |                  |